# Hari Mata Hari
Hari Mata Hari je bosenská populární hudební skupina. Byla založena v září 1985 a jejími zakládajícími členy byli Haris Varešanović (zpěv), Izo Kolečić (bubny), Edo Mulahalilović (kytara), Pjer Žalica (basová kytara) a Zoran Kesić (klávesy).

## Diskografie
- 1984 – Zlatne kočije
- 1985 – Skini haljinu
- 1985 – U tvojoj kosi
- 1986 – Ne bi te odbranila ni cijela Jugoslavija
- 1988 – Ja te volim najviše na svijetu
- 1989 – Volio bi' da te ne volim
- 1990 – Strah me da te volim
- 1991 – Rođena si samo za mene
- 1994 – Ostaj mi zbogom ljubavi
- 1998 – Ja nemam snage da te ne volim
- 2001 – Baš ti lijepo stoje suze
- 2002 – Ružmarin
- 2004 – Zakon jačega
- 2009 – Sreća